# Мурдейра
Мурдейра (порт. Murdeira) — невелике туристичне селище в південній частині острова Сал, Кабо-Верде.

## Географічне розташування, загальні відомості
Мурдейра розташована приблизно за 8 км на південь від Ешпаргуша і за близько 9 км на північ від Санта Марії, у середині головного (і єдиного) шосе острова, що з'єднує ці два міста. Приблизно половина будинків побудована з глини й каменів, інша частина - з бетону або піску з каменями. Останнім часом все більша кількість будівель будується із цегли й армованого бетону.
Населення стало рости після того, як люди стали купувати нерухомість в цьому районі, особливо з інших частин Кабо-Верде. Мережа готелів та ресторанів (кафе) також почала зростати й продовжує розширюватися. До 1980-х років все населення було зайнято сільськогосподарською діяльністю, однак сплеск туризму поступово привів до зміни основного роду занять. Місцева влада і бізнес мають плани по будівництву поля для гри в гольф.
Навколо поселення переважає піщана пустеля, що переходить в невисокі пагорби на північний схід, рослинність є тільки в селищі і вздовж берегової лінії. Придатна до обробки земля зайнята пасовищами для худоби, рідкісною рослинністю та невеликою кількістю тропічних фруктових дерев. Захищена від вітру бухта Мурдейри оголошена морським заповідником, там в шлюбний сезон з'являються горбаті кити .

## Найближчі населені пункти
- Ешпаргуш, на північ
- Санта-Марія, на південь